# Тус (Таджикистан)
Тус (тадж. Тус; до 2024 года — Шахритуз) — посёлок городского типа, административный центр Шахритусского района Хатлонской области Республики Таджикистан.

## География
Расположен в долине реки Кафирниган, правого притока Пянджа, в 112 км к юго-западу от Бохтара и в 2 км от железнодорожной станции. Расстояние до Душанбе — 230 км.
Имеется железнодорожная станция и хлопкоочистительный завод.

## История
28 ноября 1938 года кишлак Шахритус получил статус посёлка городского типа.
Указом ПВС Таджикской ССР от 14.09.1955 г. в состав Микоянабадского района включена территория бывшего Шаартузского района, районный центр из кишлака Микоянабад перенесен в посёлок Шахритус, который, тем же постановлением переименован в Микоянабад.
Указом Президиума Верховного Совета Таджикской ССР от 7 октября 1957 года Микоянабадский район переименован в Шаартузский район и его центр — посёлок Микоянабад — в посёлок Шаартуз.

## Население
Население по оценке на 1 января 2015 года составляет 15 800 человек.
| 2019   | 2020   | 2021   | 2022   |
| ------ | ------ | ------ | ------ |
| 17 300 | 17 200 | 16 200 | 16 700 |